# لهستان در المپیک تابستانی ۲۰۱۲

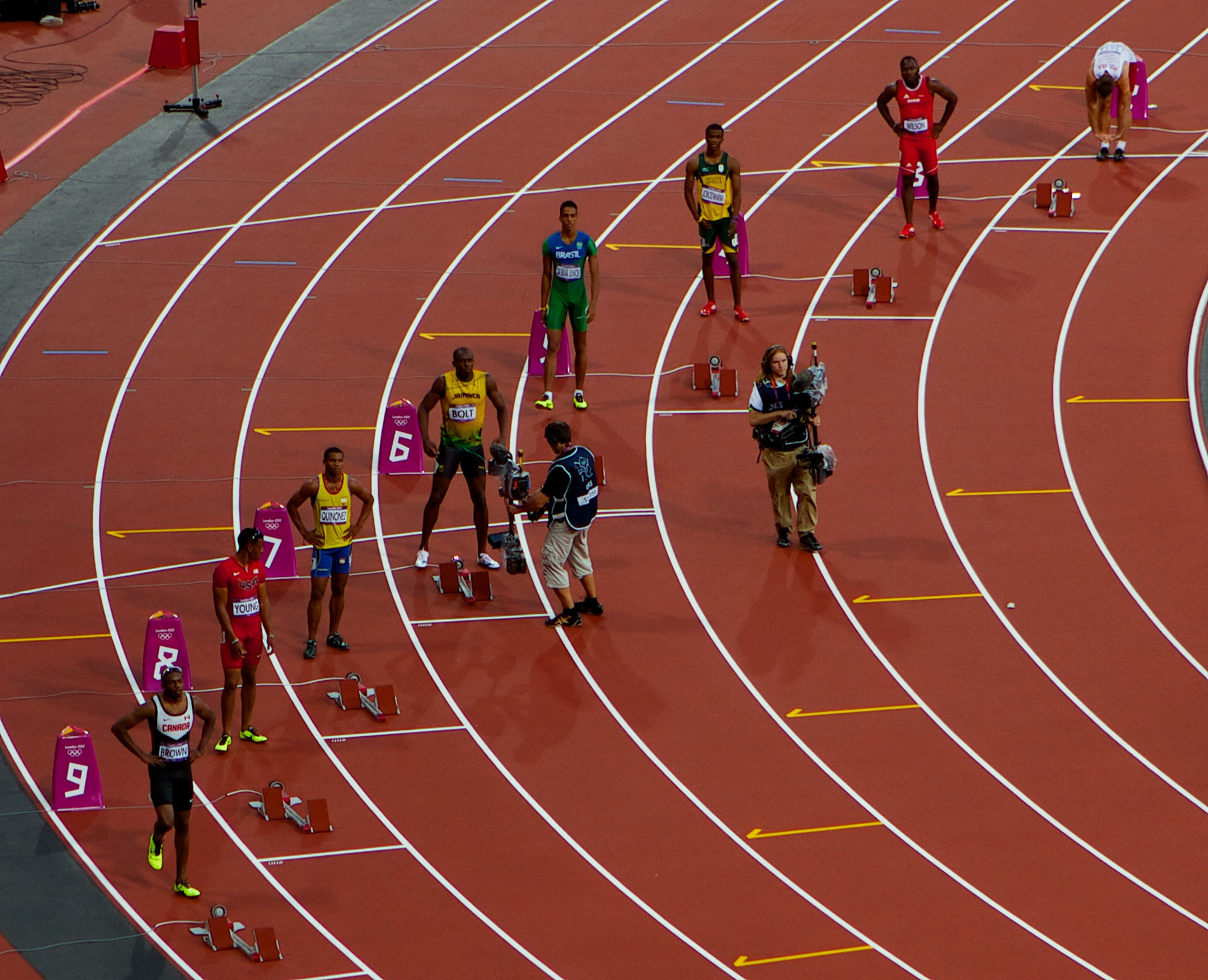
تصویر آغازین شروع نیمه نهایی دوم 200 متر المپیک مردان 2012، شرکت کنندگان این مسابقه: ارون براون (CAN)، Isiah Young (ایالات متحده امریکا)، الکس Quiñónez (ECU)، اوسین بولت (JAM)، Aldemir da Silva Junior (BRA)، Anaso Jobodwana (RSA)، الکس ویلسون (SUI)، کامیل کرینسکی (POL) که در تصویر مشاهده می‌کنید.

لهستان در بازی‌های المپیک تابستانی ۲۰۱۲ که در شهر لندن بریتانیای کبیر برگزار شد، کاروان لهستان با ۲۱۸ ورزشکار در این رقابت‌ها شرکت کرد و موفق به کسب ۱۰ مدال (۲ طلا، ۲ نقره، ۶ برنز) شد. در جدول رتبه‌بندی توزیع مدال‌ها، لهستان در ردهٔ ۳۰ مسابقات قرار گرفت.